# Přírodní park Halasovo Kunštátsko
Přírodní park Halasovo Kunštátsko se nachází v severozápadní části okresu Blansko a jeho centrem je město Kunštát.

## Název
Tento park získal své jméno po básníku Františku Halasovi. Tento významný český básník prožil část svého života právě v Kunštátě. Tento kraj si velice zamiloval a napsal o něm lyrickou báseň „Já se tam vrátím“. Roku 1945 se stal prvním čestným občanem města Kunštátu. Na kunštátském hřbitově jsou také František Halas i jeho žena pohřbeni.

## Poloha, rozloha, vznik

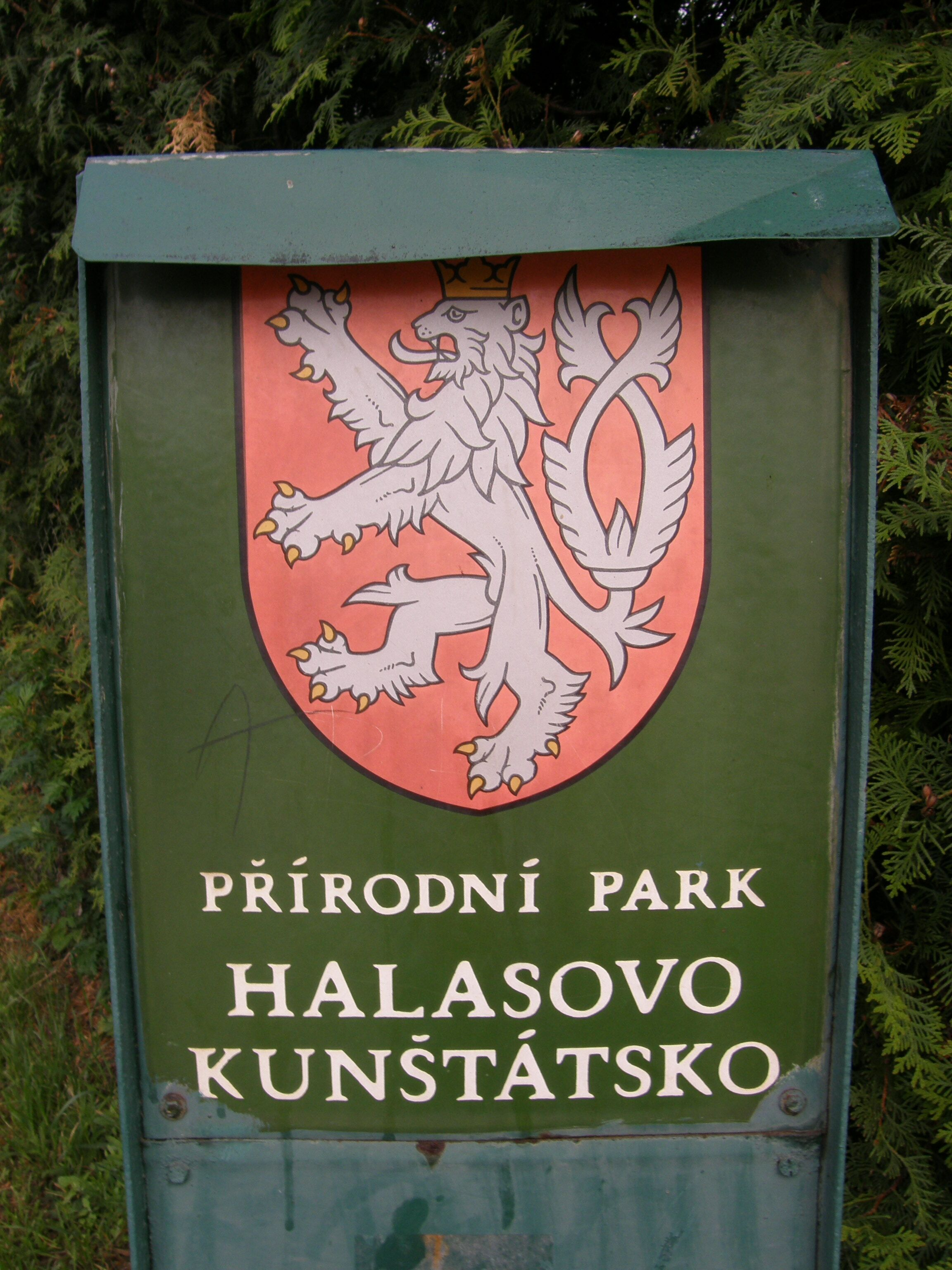
Značka Halasova Kunštátska

Samotný přírodní park Halasovo Kunštátsko je jednou ze tří částí Mikroregionu Kunštátsko – Lysicko.
Rozloha tohoto parku činí 68,5 km² a vyhlášen byl roku 1980 a novelizován roku 1994. Další dvě části mikroregionu tvoří park Svratecká hornatina o rozloze 100,7 km², vyhlášený v roce 1990, který leží západně od Halasova Kuštátska, a park Lysicko o rozloze 40,2 km², vyhlášený v roce 1994, který leží jižně od Halasova Kunštátska.
Park se rozkládá na katastrálním území nebo na části katastrálního území téměř třiceti obcí, mezi které patří: Drnovice, Hluboké u Kunštátu, Jasinov, Klevetov, Kunice, Kunštát, Letovice, Lhota u Letovic, Louka, Makov, Nýrov, Ořechov, Petrov, Rozseč nad Kunštátem, Rozsíčka, Rudka, Sasina, Sebranice, Sulíkov, Svitávka, Sychotín, Tasovice, Touboř, Újezd u Kunštátu, Voděrady, Vřesice, Zábludov, Zboněk, Zbraslavec.

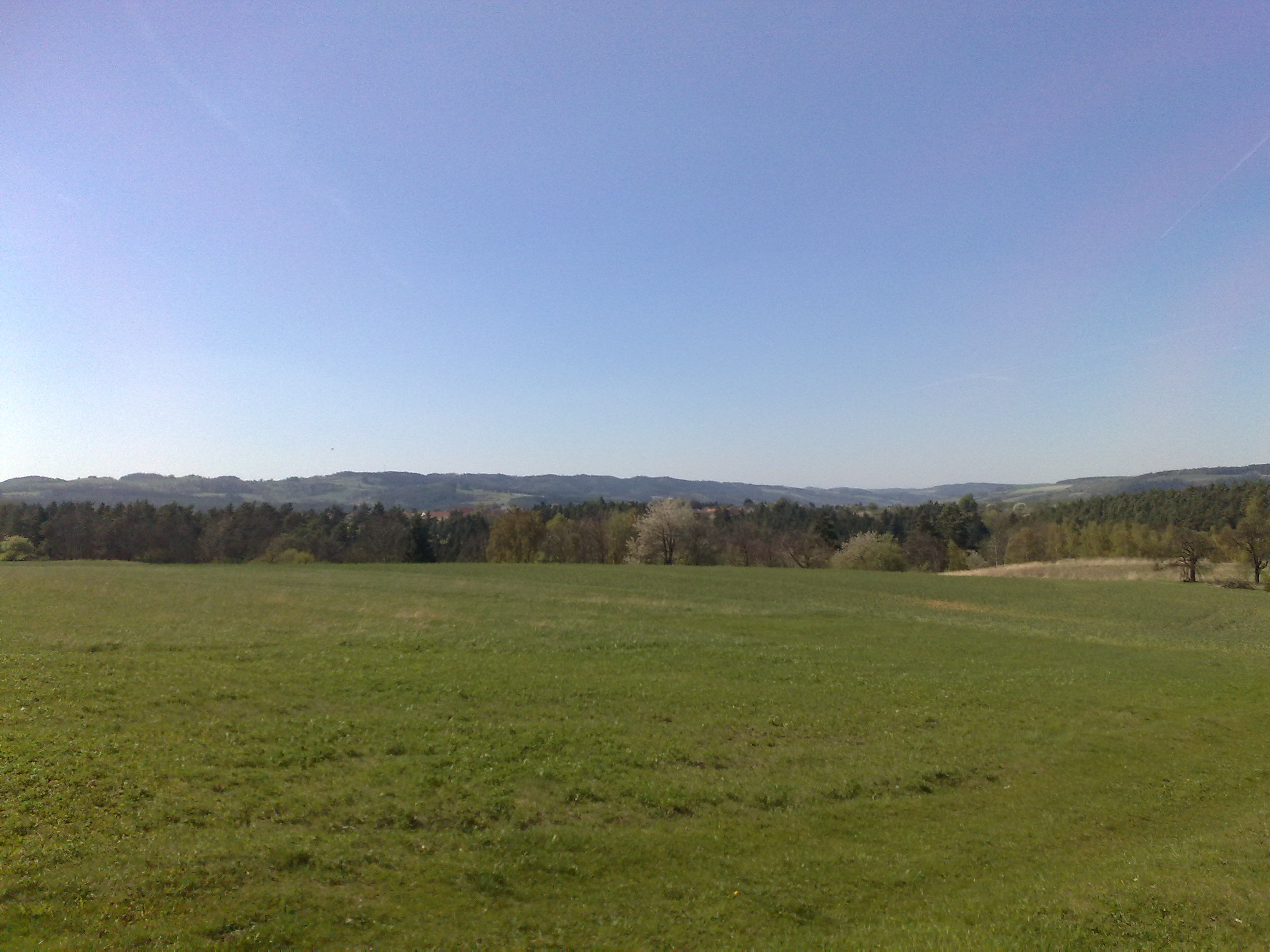
Krajina Halasova Kunštátska při pohledu ze Lhoty u Letovic

Území je tvořenou členitou vrchovinou, přičemž nejnižší bod se nachází ve výšce 320 m n. m. a nejvyšší vrchol Kulíšek sahá do výše 691 m n. m. Jedná se o východní okraj Českomoravské vrchoviny, konkrétně Kunštátské vrchoviny a Sýkořské hornatiny, východní okraj se svažuje do Boskovické brázdy.

## Geologie
Podloží většiny území tvoří ruly a svory, mezi kterými se nachází pruhy krystalických vápenců. Na okrajích se vyskytují vápnité jíly a čtvrtohorní spraše, do střední části zasahuje pruh křídových pískovců a písků.

## Příroda
Území se nachází na pomezí 3. dubobukového, 4. bukového a 5. jedlobukového vegetačního stupně, od Boskovické brázdy sem zasahují biotopy teplomilných rostlin.
Na území přírodního parku se nachází několik maloplošných chráněných území. Jedná se o přírodní památky Kunštátská obora, Louky pod Kulíškem a Cukl a Rozsečské rašeliniště.

## Pamětihodnosti
Mezi významné kulturní památky regionu patří například Burianova rozhledna a pod ní vysekaná jeskyně Blanických rytířů u Rudky u Kunštátu, v samotném srdci přírodního parku se nachází renesanční zámek Kunštát.

## Turistika a sport
Mezi významné turistické atrakce patří v zimě převážně lyžařské areály v Hlubokém u Kunštátu a za hranicemi přírodního parku v nedaleké Olešnici na Moravě.
V jarních a zejména v letních měsících je zdejší příroda hojně vyhledávána milovníky turistiky.
Centrem regionu je město Kunštát, odkud do okolí vede několik pěších značených tras i cyklotras.
Další možností, jak využít volný čas, je vodní nádrž Křetínka, kterou v letním období využívají stovky lidí například ke koupání, rybaření, jízdě na loďkách a plachetnicích apod.
| Číslo cyklotrasy | Trasa cyklotrasy     |
| ---------------- | -------------------- |
| 5085             | Kunštát – Kněževes   |
| 5141             | Černá Hora – Kunštát |
| 5142             | Letovice – Hodůvka   |
| 5144             | Býkovice – Nýrov     |
| 5145             | Lysice – Petrov      |
| 5161             | Roubanina – Sulíkov  |

## Fotogalerie

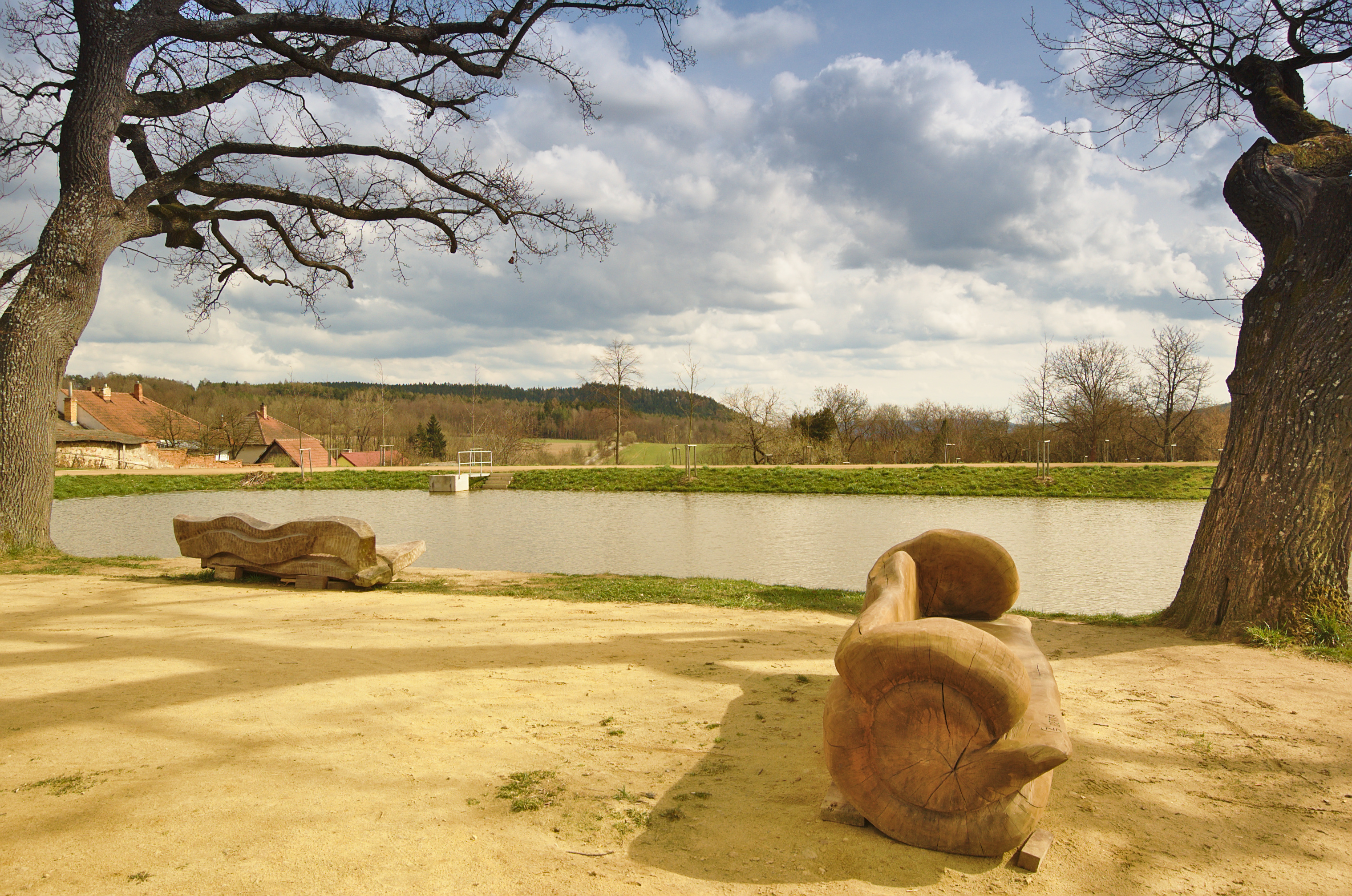
Rybník v zámeckém parku, Kunštát
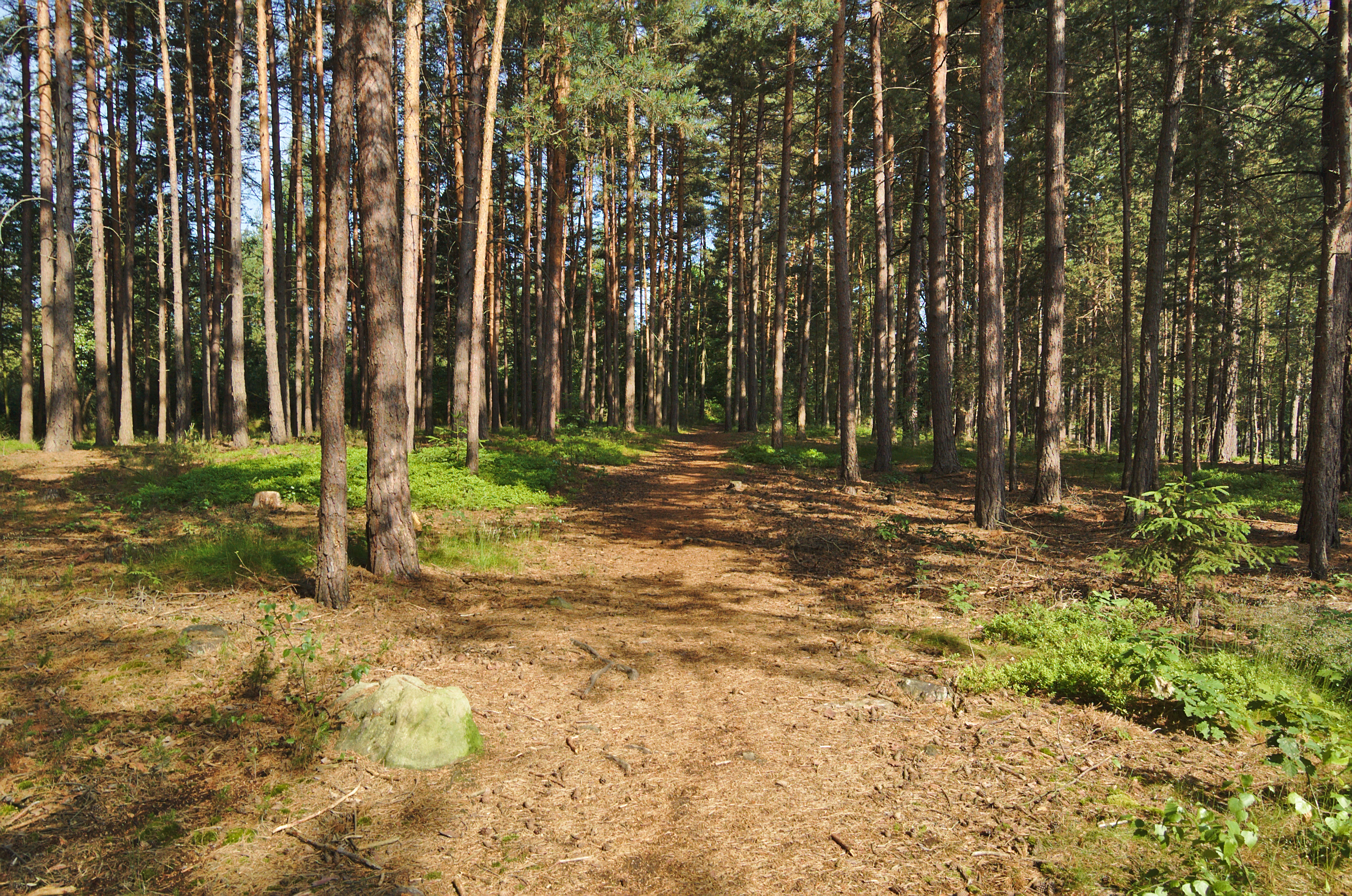
Borové lesy severně od Kunštátu
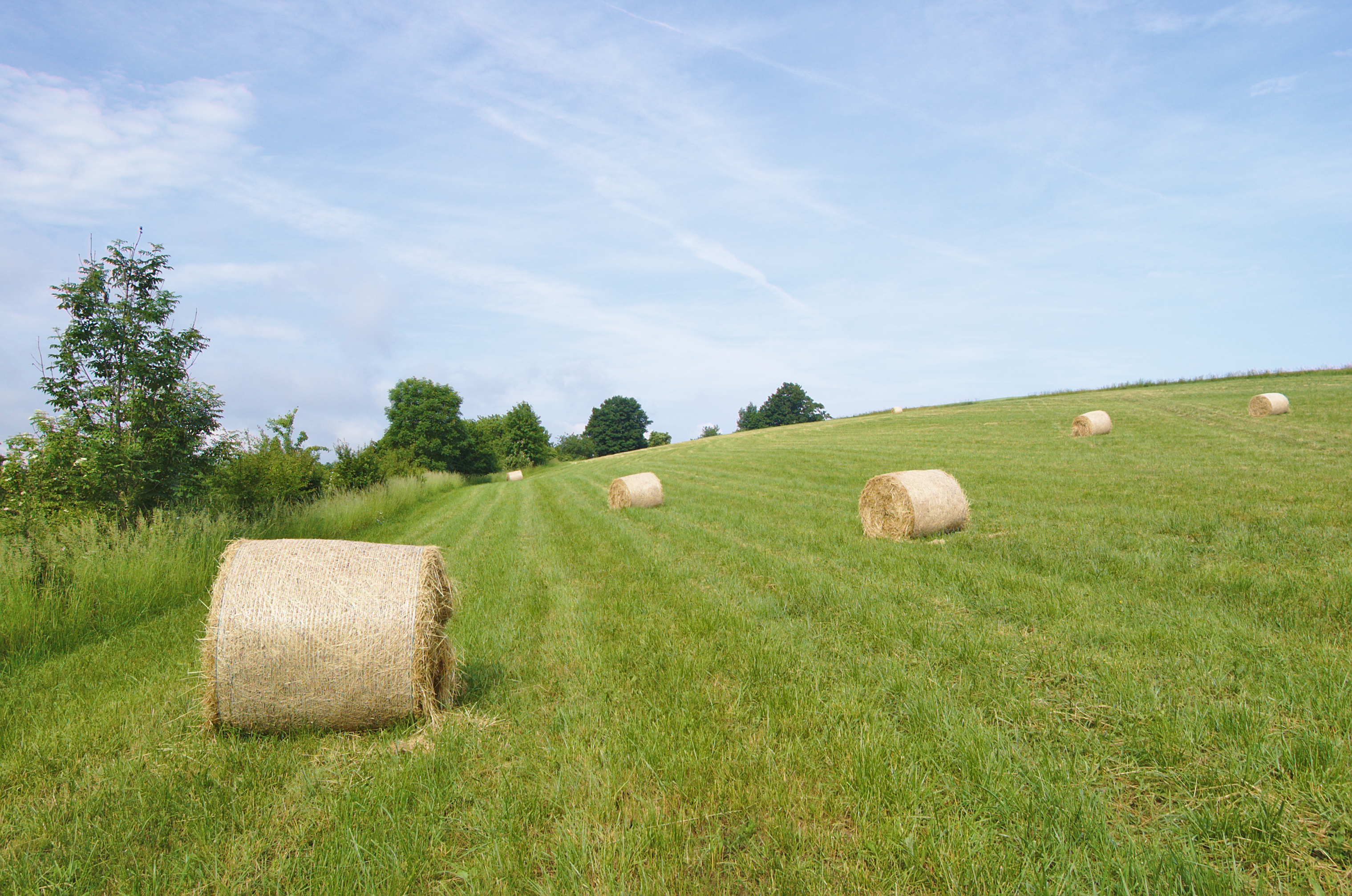
Louky severně od Kunštátu
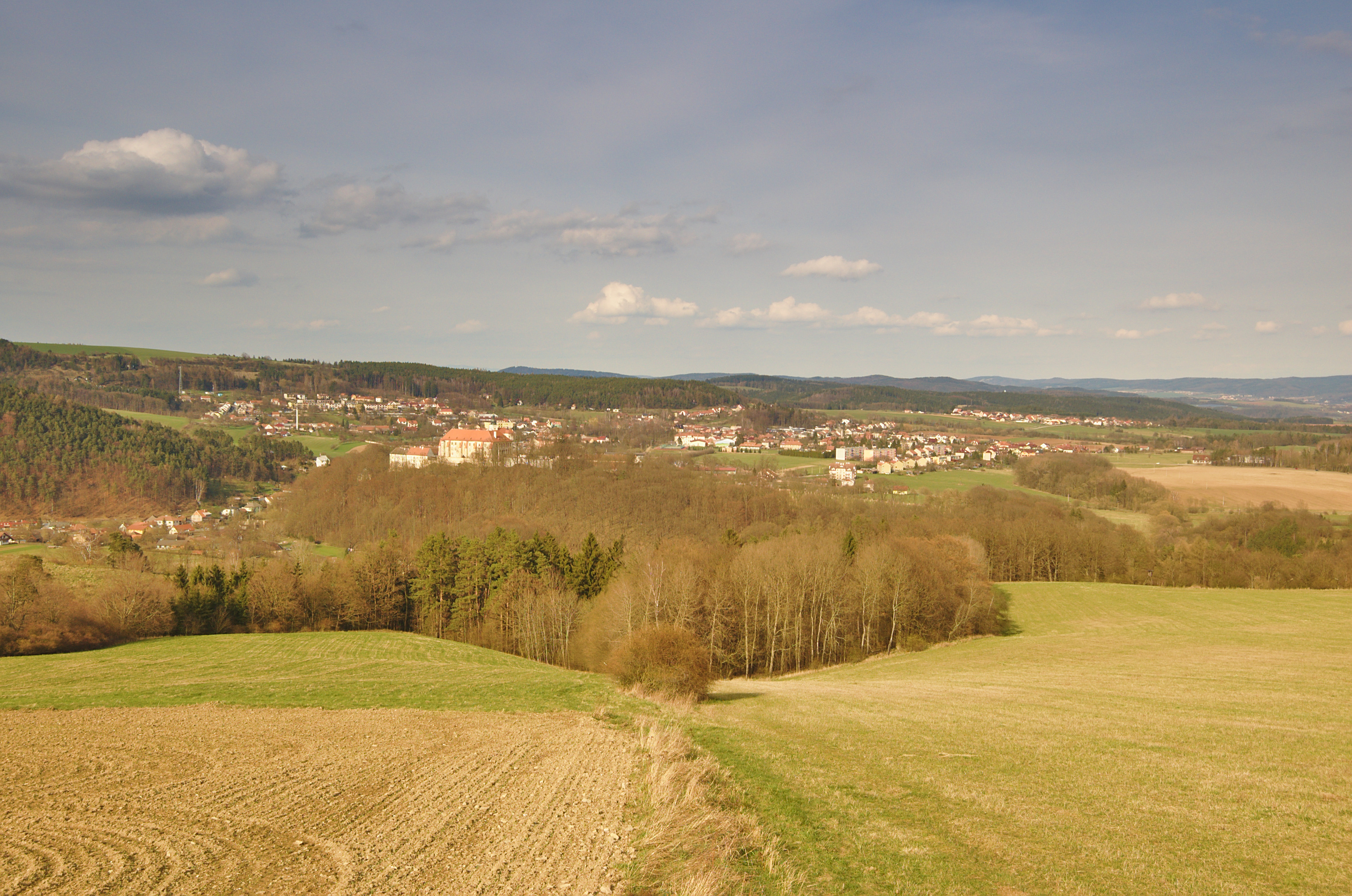
Pohled na Kunštát od Touboře
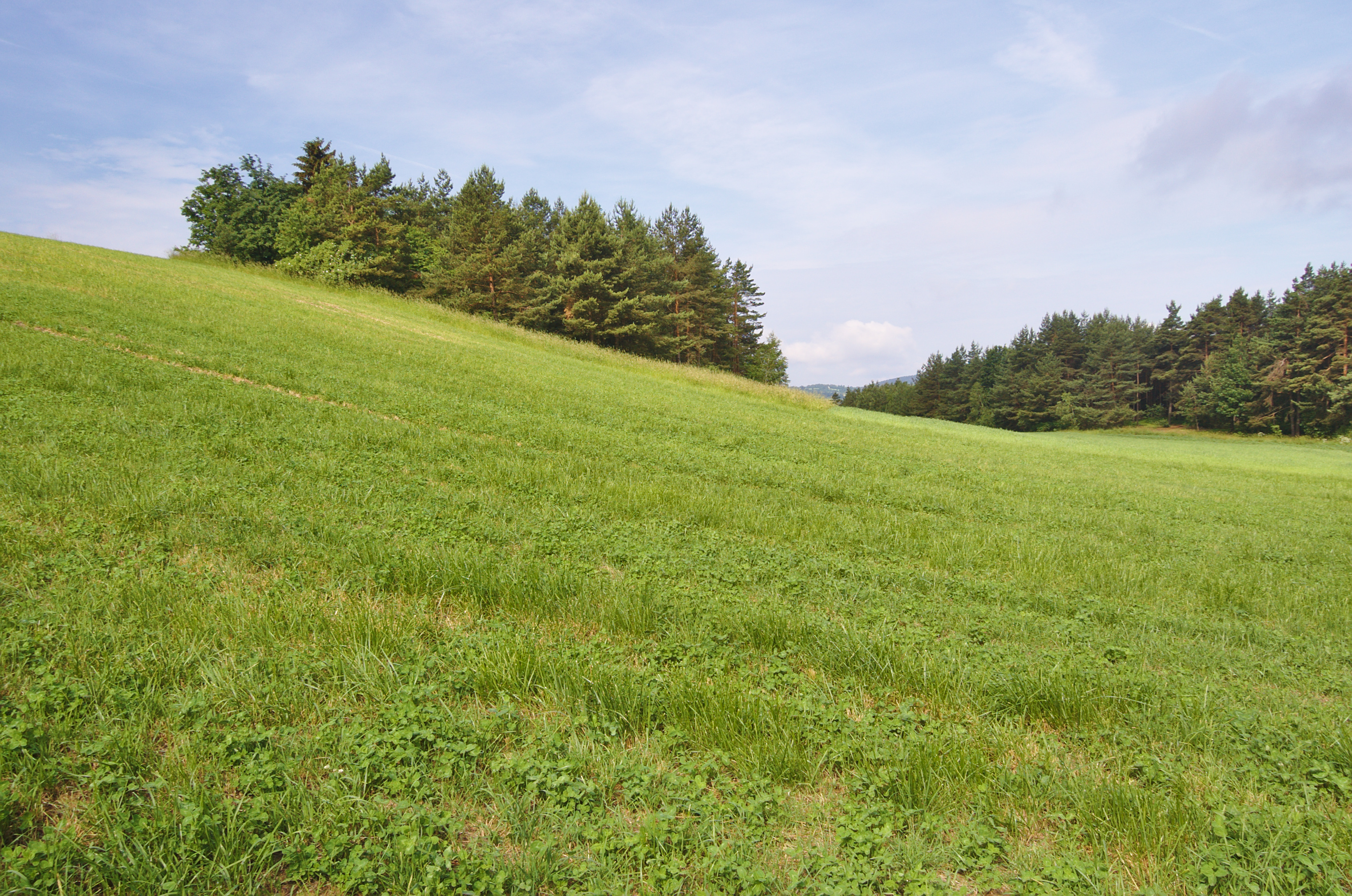
Louky v blízkosti obce Rudka
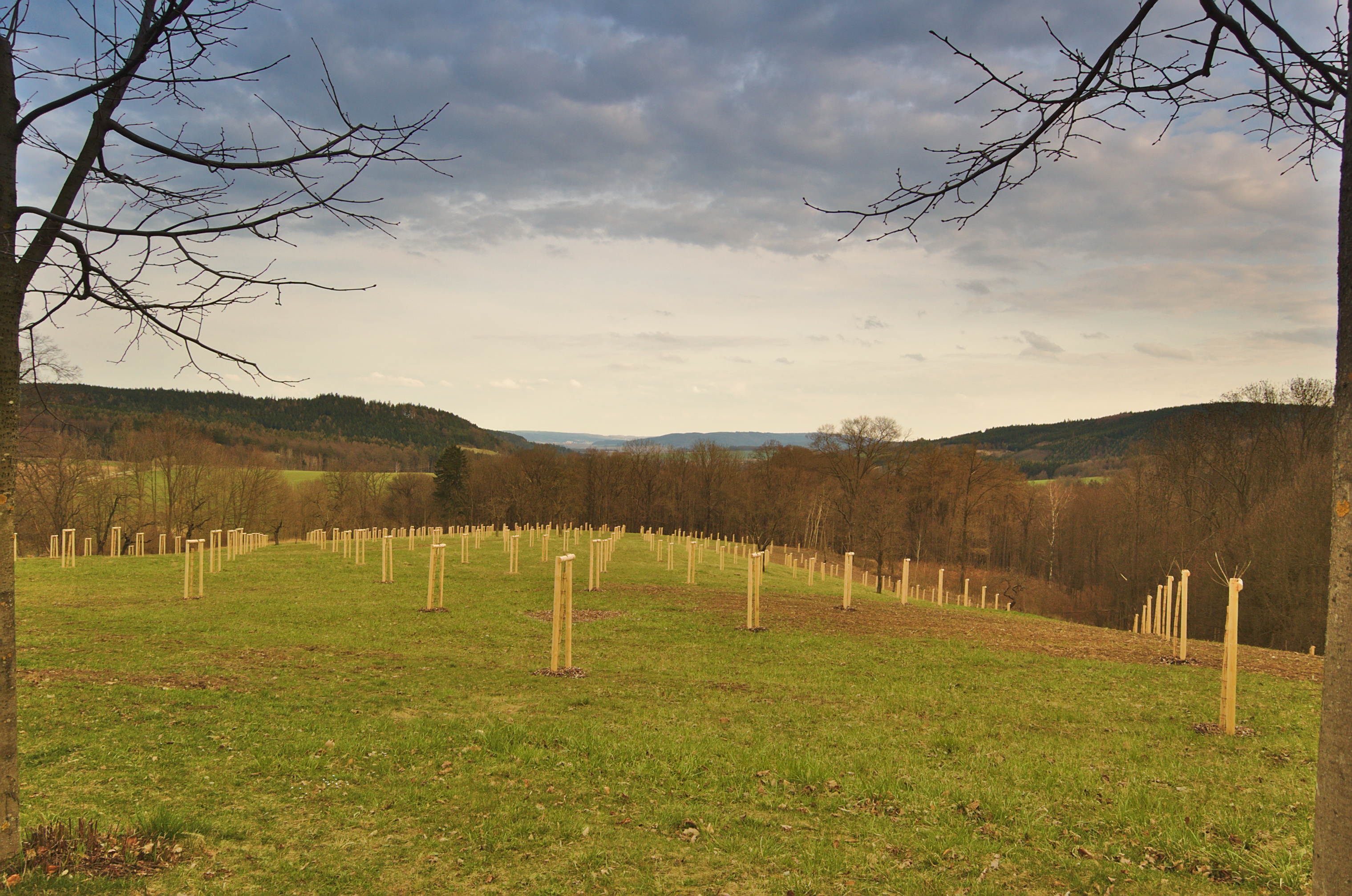
Zámecký park, Kunštát
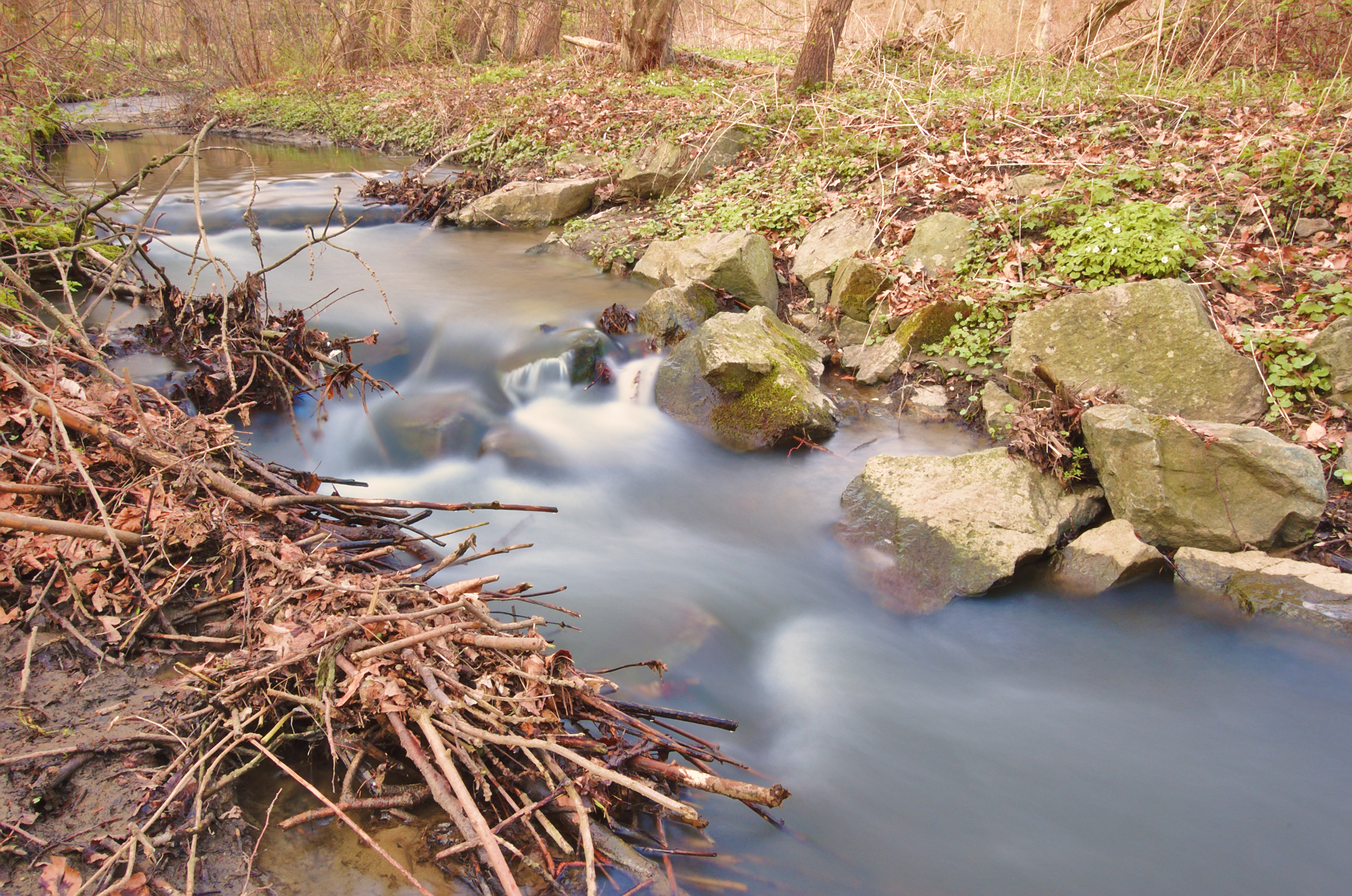
Říčka Petrůvka